# Gerhard Keil (Politiker, 1945)

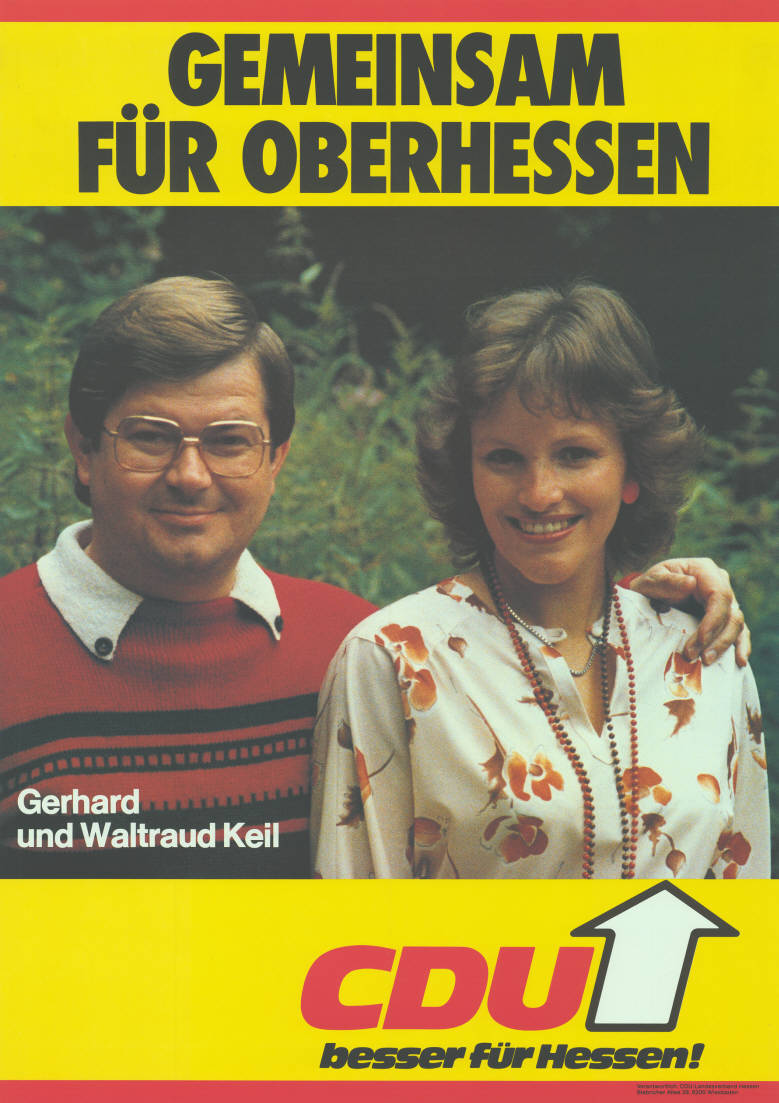
Gerhard Keil auf einem Wahlplakat zur Landtagswahl 1982 (mit Waltraud Keil)

Gerhard Keil (* 28. April 1945 in Beuern; † 5. August 2018) war ein deutscher Politiker (CDU) und Abgeordneter des Hessischen Landtags.

## Ausbildung und Beruf
Gerhard Keil studierte nach Abitur (1965) und Wehrdienst (1965/66) Erziehungswissenschaften an der Universität Gießen. 1969 legte er das erste und 1972 das zweite Staatsexamen ab und war bis 1976 Lehrer an verschiedenen Schulen. Zuletzt war er pädagogischer Leiter der schulformbezogenen Gesamtschule Allendorf.

## Politik
Gerhard Keil war Mitglied der CDU und dort in verschiedenen Vorstandsämtern aktiv. So war er 1974 bis 1975 Vorsitzender der CDU im Kreis Gießen. Von 1972 bis 1985 war Keil Mitglied im Kreistag und dort Fraktionsvorsitzender der CDU. 1977 war er zusätzlich ehrenamtlicher erster Beigeordneter in Lich. Vom 14. Dezember 1976 bis zum 15. Januar 1985 war Keil Mitglied des hessischen Landtags. 1985 schied er aus, um hauptamtlicher erster Kreisbeigeordneter im Landkreis Gießen zu werden. Das Amt bekleidete er nur kurz bis zur Abberufung am 20. August 1985. Kurzzeitig fand Keil eine neue politische Heimat bei den Republikanern. Er war Gründungsmitglied deren Kreisverband Gießen am 23. Mai 1989. Bereits zehn Monate später verließ er die rechtsorientierte Partei wieder.